# 塔尔塔吉克族乡
塔尔塔吉克族乡是中华人民共和国新疆维吾尔自治区克孜勒苏柯尔克孜自治州阿克陶县下辖的一个民族乡。

## 行政区划
塔尔塔吉克族乡下辖以下村级行政区划单位：
阿勒马勒克村、巴格艾格孜村、巴格村、别勒迪尔村、库祖村、霍西阿巴提村、塔尔阿巴提村和阿克库木村。